# Greifswalder Hafen

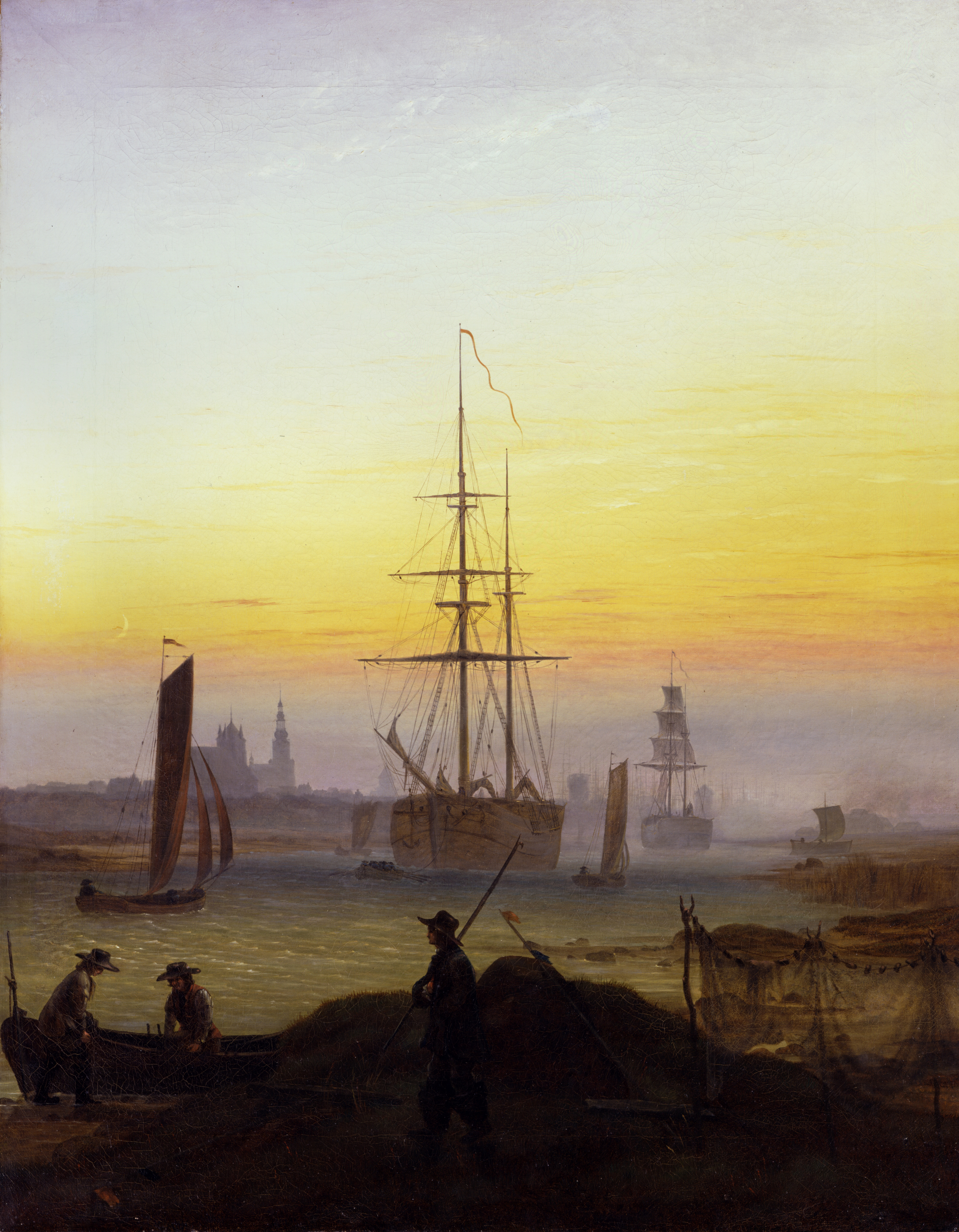
Caspar David Friedrich: Der Greifswalder Hafen, um 1818–1820

Greifswalder Hafen ist der Titel eines Gemäldes von Caspar David Friedrich, das um 1818 bis 1820, in der Zeit der Romantik, entstand. Es gehört heute zum Bestand der Berliner Nationalgalerie und wird seit Dezember 2001 in der Alten Nationalgalerie auf der Museumsinsel gezeigt.

## Bildinhalt
Das in der Technik Öl auf Leinwand gemalte Bild hat ein Format von 90 × 70 cm und stellt im Hochformat eine Szene am Greifswalder Bodden dar. Es handelt sich um die Stelle, an der der Ryck in den Bodden mündet. Im Zentrum des Bildes befindet sich ein zweimastiges Segelschiff, das in dieser Bildkomposition eine Art Protagonisten darstellt. Die Rahen der Masten bilden ein dreieckiges Kompositionsschema und ein Kreuzmotiv, das bei Caspar David oft vorkommt. Die kleinen Boote bewegen sich in leichtem Wind von vorn links nach hinten rechts und geben damit, ebenso wie die Staffagefiguren im Vordergrund, dem Bild Leben. Im Hintergrund ist die Silhouette mit den Türmen der Stadt Greifswald zu erkennen. Die vertikal ausgerichtete, weit in den Himmel hineinragende Komposition des Bildes, die abendlich warme Lichtführung und die dunstige Tiefe des Horizonts der Szenerie symbolisieren ruhiges menschliches Leben in einer Friedenszeit gegenüber der Unermesslichkeit des Himmels. Trotz genauer Wiedergabe der örtlichen Verhältnisse, hat das Bild nichts von dem genrehaften Charakter einer Vedute. Im Jahr 1974 förderte eine Infrarotaufnahme zutage, dass die drei Staffagefiguren und das kleine Boot vorne links erst später hinzugefügt worden sind. Sie stammen wahrscheinlich nicht von Friedrich, sondern sind vom Auftraggeber des Bildes, der die Reduktion des Erzählerischen in Friedrichs Bildern nicht verstand, eingefügt worden. Werner Hofmann, der damalige Direktor der Hamburger Kunsthalle schreibt zur Ausstellung des Bildes 1974/75 im Katalog: Der Stimmungsgehalt Friedrichscher Hafenbilder schließt eine starre allegorische Bedeutung aus, nicht aber die Möglichkeit, daß darin mehrschichtige Assoziationen im übertragenen Sinne wie Geborgenheit, Friede und Lebensabend mitschwingen.

## Provenienz, Datierung und Urheberschaft
Das Gemälde Greifswalder Hafen von Caspar David Friedrich gehörte zunächst einer Frau Justizrat Kirchhof aus Greifswald, dann einem Konteradmiral a. D. Kirchhof aus Warnemünde. In den Besitz der Berliner Nationalgalerie gelangte es 1919, seitdem trägt es die Inventarnummer A II 356, NG 1317.
Eine genaue Datierung des Bildes ist schwierig, die Angaben reichen von 1807 bis 1825. In den 1970er Jahren ist die Datierung gegen 1820 weitgehend akzeptiert worden. Helmut Börsch-Supan datiert das Bild zwischen 1818 und 1825, weil eine Handzeichnung Caspar Davids aus dem Jahre 1818 ein sehr ähnliches, zentral platziertes Segelschiff darstellt. Börsch-Supan zweifelte jedoch auch die Urheberschaft Friedrichs an und schloss es aus dem Werkverzeichnis aus, was jedoch auf starken Widerspruch der Fachwelt stieß.